# Fratellanza - Brotherhood
Fratellanza – Brotherhood (Broderskab) è un film del 2009 diretto da Nicolo Donato.
Il film, di produzione danese, è stato presentato in concorso al Festival internazionale del film di Roma 2009, dove ha vinto il Marc'Aurelio d'oro.

## Trama
Il film si svolge in Danimarca. Lars è un ragazzo ventiduenne che si trova rifiutata la sua domanda a tenente nell'esercito danese perché accusato di aver tentato degli approcci con alcuni commilitoni anche se fuori dalla caserma. Il giovane attraversa un periodo di crisi, ha forti contrasti con i genitori, e, quasi per caso, si trova ad avere a che fare con un gruppo neonazista.
Dapprima molto riluttante, finisce per farsi coinvolgere sempre più dalla dinamica del "branco", fino a diventarne membro effettivo, attraversando i violenti riti di passaggio di questa sottocultura. Il capogruppo sceglie di affiancare a Lars il veterano Jimmy, per indottrinarlo (anche attraverso la lettura del Mein Kampf) e testarne la fedeltà alla causa: il loro rapporto passerà bruscamente  e in rapido crescendo dall'astio e dalla diffidenza all'ammirazione reciproca, per sfociare nella passione e nell'amore. I due si sforzano di mantenere segreta la relazione, ma questa arriverà inevitabilmente alle orecchie degli altri membri del gruppo neonazista, intrisi di pulsioni omofobe, e le conseguenze per i due "traditori della purezza" saranno gravi.

## Riconoscimenti
- Festival internazionale del film di Roma 2009
  - Marc'Aurelio d'Oro per il miglior film
  - Farfalla d'oro